# Минусинская коммуна
Минусинская коммуна — административно-территориальная единица советской власти, которая существовала с ноября 1917 по июнь 1918 года. Включала в себя территорию Минусинского уезда и Усинский пограничный округ (на части территорий нынешнего Красноярского края и современной Республики Тыва).

## История
Возникла сразу после Октябрьской революции 1917 года. Минусинская коммуна возглавлялась Минусинским уездным советом (первый председатель — А. И. Плотников), непосредственное руководство осуществлялось уездным объединённым исполкомом (состав менялся).
31 октября 1917 г. Минусинский Совет рабочих и солдатских депутатов (при голосовании: за — 25, против — 6, воздержалось — 7) принял решение «…объявить особым воззванием к населению Минусинского края, что вся власть в городе и уезде перешла к Совету рабочих и солдатских депутатов…».
1 Ноября в Минусинске был утвержден Минусинский временный исполнительный революционный комитет, в состав которого вошли 3 представителя Совета рабочих и солдатских депутатов, 3 человека от Совета крестьянских депутатов, 3 представителя гарнизона, по 1 члену партий социал-демократов (большевиков), социал-демократов (меньшевиков), социалистов-революционеров (интернационалистов), социалистов-революционеров (правых), ещё 6 граждан от различных организаций.
10 ноября Совет принимает решение о ликвидации в Минусинске органов старого государственного аппарата. Красная гвардия заняла почту, телеграф, казначейство и др. учреждения. Непосредственное исполнение контролировал Революционный комитет Совета (Ревком), в который вошли большевики А. И. Плотников, Н. П. Непомнящий, Т. А. Шаповалов.
16 ноября состоялось соглашение между Советом и крестьянским исполкомом, в результате которого был создан «Временный объединённый исполнительный комитет советов рабочих, солдатских и крестьянских депутатов». Председателем Совета был избран А. И. Плотников. Временный объединённый исполком просуществовал 10 дней.
26 ноября состоялся III Минусинский съезд крестьянских депутатов. Съезд едва не был сорван, но благодаря выступлениям А. Плотникова и К. Трегубенкова принял единогласную резолюцию о передаче власти в пользу «советов рабочих, солдатских, крестьянских и казачьих депутатов как в центре, так и на местах». 30 ноября был избран Временный исполнительный комитет в составе 7 человек: К. Е. Трегубенков (председатель), Плотников А. И. (секретарь), Непомнящий Н. П., Сафьянов М. Г., Фаерман Е. Л., Катаев Е. П. и Мельников.
В отделах Совета работали:
- в финансовом — Сафьянов И. (зав. отделом), Харлашин, Ермолов, Карпов и Заикин;
- в судебном — Пузанов (зав. отделом), Данилова П., Терентьев, Сафьянов И., Сафьянов М., Фаерман Е., Русин, Майнагашев;
- по контролю над производством — Чернов (зев. отделом), Булышев, Сиротинин, Герасимов, Непомнящий и Одыгашев;
- в отделе народного образования — Непомнящий (секретарь), Клешнин (зав. отделом), Михайлова и др.
- в отделе по борьбе с анархией и контрреволюцией — Бузунов (зав. отделом), Шаповалов, Пузанов, Сафьянов М. и Цимбал;
- в отделе по борьбе со спекуляцией — Бусоргин (зав. отделом), Лебедев Г., Кранченко, Черкашин и др.;
- в военном — Корсак (зав. отделом), Лебедев Г. Глухих, Мельников и др.;
- в редакционно-издательском — Сафьянов М. (зав. отделом), Трегубенков, Фаерман, Катаев и Бушуев;
- в административном — Коль (зав. отделом), Кулигин, Кончаков и др.

В 1917 году создан Минусинский ревтрибунал (председатель — Пономорев А. Первой судьей Минусинской коммуны стала член Ревтрибунала, депутат Минусинского совета рабочих, крестьянских и солдатских депутатов Данилова-Плотникова П. Л.
12 января 1918 г. Объединённым исполкомом были назначены постоянные комиссары в минусинские банки: в Русско-азиатский — Кривобоков И., в Сибирский торговый — Бузулаев И., в Минусинский банк Союза кредитных и ссудо-сберегательных товариществ — Пономарев А. Операции минусинского казначейства контролировались и регулировались непосредственно финансовым отделом.
21 января 1918 года состоялся IV уездный съезд рабочих и крестьян.
На территории коммуны активно осуществлялись мероприятия Советской власти, в том числе национализация кредитно-финансовых учреждений, промышленных и сельскохозяйственных предприятий. Коммуна осуществляла политику советского государства и в области реформы народного образования, национально-государственного строительства (Положение «О хакасском степном самоуправлении»). Руководство коммуны в основном было представлено большевиками, в то же время в его состав входили меньшевики, социалисты-революционеры, левые эсеры и др. На первоначальном этапе своей деятельности Минусинская коммуна пользовалась поддержкой значительного числа трудящихся слоёв уезда, особенно рабочих и крестьян-переселенцев.

Весной — летом 1918 года в результате восстания Чехословацкого корпуса власть в Сибири стала постепенно переходить к антибольшевистским силам. 
8 Марта 1918 года, сразу после ликвидации сотниковского восстания был образован отдел по организации советов на местах. Во главе его были поставлены Фаерман Е. и Терентьев М. Однако контрреволюционные настроения росли: правые эсеры открыто высказывались против Советской власти, кулаки вели организованную борьбу в селах и деревнях против сельских советов. Свою роль сыграли и провокационные слухи о подготовке Минусинским советом красногвардейских отрядов, якобы «для грабежа имущих и трудовых крестьян».
Решающая роль в падении власти Минусинской коммуны в уезде принадлежала совместному выступлению сил внутренней и внешней контрреволюции и свержению советской власти повсеместно в Сибири. В этих условиях переход власти от Совета к 7-му крестьянскому съезду в Минусинске произошёл мирным путём, что является особенностью развития политической ситуации на юге Енисейской губернии.
1 июня 1918 года началась работа 6-го уездного съезда советов, который был распущен исполкомом Минусинского совета за антисоветскую настроенность большинства делегатов съезда. После падения советской власти в Минусинске её приняли делегаты 7-го уездного съезда 23 июня 1918 года. Большинство руководителей коммуны были арестованы, посажены в Минусинскую, потом Красноярскую тюрьму, после чего отправлены в «эшелонах смерти» на расправу к атаману Семёнову.

## Ключевые участники
Бузулаев Игнатий Степанович (1897—1982) — комиссар Минусинского Совета в Сибирском торговом банке, член финансового отдела Совета, секретарь редакции газеты «Товарищ». родился 3 января 1897 г. в д. Бугуртак Енисейской губернии, русский, из крестьян, член РСДРП с 1915 г. Один из организаторов «Союза трудящейся молодёжи». После контрреволюционного переворота 1918 года арестован. Находился в Минусинской и Красноярской тюрьмах, а затем отправлен в «эшелоне смерти» на расправу к атаману Семёнову. После освобождения работал в Советском торгпредстве в Японии, в Министерстве рыбной промышленности. Участник Великой Отечественной войны. Награждён орденами Октябрьской революции, Красного Знамени, Красной Звезды и др. Автор работ о революционном движении в Сибири. В Абакане и ряде других населённых пунктов Хакасии есть улицы, названные в честь И. С. Бузулаева. Умер в Москве в декабре 1982 года.
Гавен Юрий Петрович (1884—1936) — председатель Минусинской организации большевиков (февраль-сентябрь 1917), редактор газеты «Товарищ». Родился 18 марта 1884 г. под Ригой, латыш, из крестьян, член Латышской СДРП с 1901 г. Работал в Гольдингене, Риге, Митаве и Либаве под кличками «Ваня», «Атскабарга», «Доннер» и «Перкон». Секретарь Рижской партийной организации, член Рижского и Центрального Комитетов ЛСДРП, участник Лондонского съезда РСДРП. Дважды арестован. 7 марта 1909 г. Временным Военным судом в Риге осуждён по 1 ч. 102 ст. УУ за принадлежность к Латышской СДРП на 6 лет каторги. Наказание отбывал в Рижском (до 1911 г.) и Вологодском (1911—1914 гг.) централах. В 1915 г. отправлен на поселение в Енисейскую губернию. В сентябре 1917 г. направлен с мандатом ЦК РСДРП(б) в Севастополь. Занимал ответственные посты в партийных и государственных органах Крыма и СССР. Арестован в Москве 4 апреля 1936 г. Осуждён 3 октября 1936 г. Военной коллегией Верховного суда (ВВКС) СССР по обвинению в контрреволюционной и террористической деятельности. Расстрелян 4 октября 1936 г. Реабилитирован 2 декабря 1958 г. ВКВС СССР.
Гидлевский Кенсорин Иосифович (1889—1936) — активный участник установления Советской власти в Минусинском крае, один из руководителей Минусинской коммуны, делегат XI и XII съездов РКП(б), руководитель и организатор важных отраслей строящегося социалистического (народного) хозяйства. Родился 24.01.1889 г. в с. Абаканское Минусинского уезда Енисейской губернии в семье сосланного в Сибирь польского революционера. В 1904 году уехал в Красноярск, где познакомился с опытными революционерами и начал распространять большевистские прокламации. В конце 1917 года Кенсорин Иосифович приехал в Минусинск и активно включился в партийную работу. Арестован 21 июня 1918 белоказачьим отрядом. Побывал в «эшелоне смерти», был заключён в Ачинскую тюрьму, потом перемещён в лагерь для военнопленных, из которого отправлен в Красноярскую тюрьму. Освобождён в 1920 г. Красной Армией. Гидлевский — жертва политических репрессий. Арестован в Москве 14 марта 1936 г. Приговорён к расстрелу Военной коллегией Верховного суда (ВКВС) СССР 3 октября 1936 г. по обвинению в контрреволюционной террористической деятельности. Расстрелян 4 октября 1936 г. Реабилитирован 2 декабря 1958 г. ВКВС СССР.
Данилова-Плотникова Прасковья Логиновна (1883—1958) — революционер-подпольщик, организатор партийной работы, депутат Минусинского совета, член Минусинского Ревтрибунала, судья. Член РСДРП с 1903 г. В 1903—1905 гг. — агитатор и пропагандист в Киеве. В 1905—1907 гг. — наборщица в подпольной типографии РСДРП в Риге. Многократно арестовывалась за революционную деятельность, приговорена к высылке в Сибирь, где продолжала вести подпольную работу, помогала другим заключённым.
Липинская Ксения Антоновна (1900—1987) — член Минусинского комитета большевиков, работник Союза трудящейся молодёжи, красногвардеец. Родилась в 1900 г. в сибирском с. Кожебар. В 1912 г. переехала в Минусинск, в 1917 г. окончила гимназию. Сражалась с бандой Сотникова. В июне 1918 г. арестована белогвардейцами и отправлена по этапу в Минусинскую, затем Красноярскую тюрьмы и «эшелон смерти». В декабре 1919 г. освобождена черемховскими рабочими. В 1920 г.- секретарь Черемховского, а потом Минусинского уездных партийных комитетов. После 1920 года работала в партийных и советских органах Иркутска, Читы, Азово-Черноморского края, станицы Белореченской, Краснодарского Края, Москвы. Участник Великой Отечественной войны. Активный пропагандист и общественный деятель. В своей книге «Далеко в заснеженной Сибири» и газетных статьях Ксения Антоновна рассказывает о революционных событиях и участниках установления Советской власти в Минусинском уезде. Умерла в Москве в 1988 году.
Непомнящий Николай Павлович — член исполнительного комитета Минусинского Совета и Военно-революционного штаба. Руководитель минусинской партийной организации большевиков. Заведующий отделом народного образования. Член ВКП(б) с февраля 1917 г. В июне 1918 г. арестован и заключён в Красноярскую тюрьму. После освобождения исполнял обязанности секретаря Владивостокского городского комитета РКП(б), Минусинского уездного комитета РКП(б), Красноярского городского комитета РКП(б). Умер в 1943 году.
Плотников Алексей Ильич (1881—1945) — председатель Минусинского комитета большевиков, председатель (потом — секретарь) Исполнительного комитета Минусинского Совета, редактор партийной газеты «Товарищ», член Минусинского уездного комитета РСДРП (б), член военно-революционного штаба, член РСДРП с 1903 г., образование высшее. В 1903—1905 гг. под кличкой «Алексей» работал в партийных организациях Киева, Женевы, Цюриха и Берна. С 1905 — сотрудник Рижской типографии РСДРП. Арестован в 1906 г. и приговорён Временным военным судом Риги по 2 ч. 102 ст. УУ за принадлежность к партии и работу в тайной типографии к 6 годам каторги с последующим поселением в Сибири. Наказание отбывал в Александровском Централе под Иркутском (1907—1911 гг.) В конце 1911 г. отправлен в с. Григорьевка Минусинского уезда. Служил на строительстве Усинского тракта в 1911—1917 гг., вёл партийную работу среди политических ссыльных, распространял газету «Правда». Арестован 24 июня 1918 г. белогвардейцами и посажен в Минусинскую, а затем в Красноярскую тюрьмы. После полуторагодичного заключения отправлен в «эшелоне смерти» на расправу к атаману Семёнову. Освобождён черемховскими рабочими на станции Забитуй. Избран черемховскими коммунистами в уездный партийный комитет. После 1920 года работал в Иркутске и Москве.
Пономарёв Александр Николаевич — член партийного комитета Минусинской организации большевиков, первый Советский судья, комиссар Совета Союза банков, член отдела промкооперации. Родился 21 августа 1886 г. в с. Ленва Пермской губернии в семье рабочего. Русский, член ВКП(б), образование среднее. С 1906 г. — активный член организации РСДРП в Ленве. Арестован 8 мая 1908 года. Осуждён 26 мая 1909 г. в Перми по 1 я. 102 ст. Уголовного Уложения за принадлежность к партии и направлен на поселение в Енисейскую губернию. Наказание отбывал в Анциферовской волости в 1909—1910 гг. В 1910 г. бежал и нелегально работал на прокладке Усинской колёсной дороги В 1917 г. перебрался а Минусинск. Умер в Москве.
Пузанов Дмитрий Андрианович (1878—1962) — председатель Ревтрибунала Минусинского Совета и Председатель финансового отдела Совета. Родился 25 октября 1878 г. в Туле. Сын сторожа железнодорожной мастерской, чертёжник. Окончил железнодорожное техническое училище. Участник трёх революций. В 1898—1901 гг. — активный участник рабочих социал-демократических организаций железнодорожных мастерских Тулы. В 1901 г. переехал в Москву. Здесь работал под кличками «Пётр Русский», «Яныч», «Пётр». Член стачечного Комитета работников железной дороги, пропагандист в войсках. В Москве был дважды арестован. В 1907 г. бежал из Лефортовской тюрьмы на Кавказ. Работал на железной дороге в Тифлисе и Баку. Состоял в революционных организациях железнодорожников. Арестован в 1909 г. в Тифлисе. Осуждён 27 ноября 1910 г. по 1 ч. 102 ст. УУ (Уголовное Уложение) на 6 лет каторги за принадлежность к организации социал-революционеров. Каторгу заменили на поселение. Наказание отбывал в 1911—1916 гг. в с. Ермаковском Енисейской губернии. В 1916—1917 гг. жил в Томске. В 1917 г. переехал в Минусинск.
Сафьянов Иннокентий Георгиевич (1875—1953) — председатель Уездного комитета партии, комиссар финансового отдела и казначейства Уезда, член Военно-революционного комитета, член РСДРП с 1917 г. Возглавил издание газеты «Минусинский листок». В марте 1918 года направлен в Туву для поддержки Урянхайского краевого совета. По возвращении в Минусинск арестован белогвардейцами и помещён в Минусинскую, а потом в Красноярскую тюрьмы. Освобождён в 1920 г. 5-й Красной Армией. В августе 1920 г. направлен в Туву представителем Сибирского революционного комитета. Во многом благодаря усилиям И. Г. Сафьянова была создана независимая Тувинская республика, сделавшая выбор в пользу России. В 1924 г. Сафьянов покинул Туву. Умер в Солнечногорске в 1954 году.
Терентьев Михаил Минаевич — член Минусинского исполкома, Председатель исполкома русской Советской колонии в Танну-Туве. Родился в 1882 г. в с. Эммаус Тверской губернии в семье крестьянина. Русский, член ВКП(б), по образованию — фельдшер. В 1903 г. проходил службу во 2-м Суздальском полку. Служил ротным фельдшером. В 1904—1906 гг. под кличкой «Минеич» вёл агитацию в войсках в Белостоке, Лодзи и Варшаве. Трижды арестован. Осуждён 13 апреля 1907 г. в Варшаве по 102 ст. Уголовного Уложения за принадлежность к военно-революционной организации и направлен в ссылку в Туруханский край. Наказание отбывал с 1907 г. по 1916 г. В 1916 г. переехал в Урянхайский край, а в 1917 г. — в Минусинск. Член ВКП(б). Членский билет общества политкаторжан 1688.
Трегубенков Кузьма Егорович (1890—1963) — председатель Минусинского Совета, Председатель Военно-революционного комитета. Родился в 1890 г. в семье крестьянина с. Быстрая, русский, образование среднее, по специальности — кузнец. Член партии с 1918 г. Арестован 24 июня 1918 г. белогвардейцами и отправлен в Красноярскую тюрьму. Освобождён Красной Армией. Делегат Х съезда партии. Политработник на Дальнем Востоке и Северном Кавказе. Секретарь парткома и директор Сталинградского тракторного завода. Умер в Москве в 1963 году.
Гущик, Зинаида Ефимовна (1899—1919) — активный участник установления Советской власти в Минусинском Крае. Родилась в Петербурге. Образование получила в школе художественного рукоделия при церкви «Воскресение на крови». После Февральской революции приехала к родственникам в Минусинск, здесь познакомилась с большевиками. Вступила в Союз трудящейся молодёжи, а затем и в Красную гвардию. Участвовала в ликвидации банды Сотникова. В июле 1918 г. арестована белоказаками. Посажена в Минусинскую тюрьму, затем переведена в Красноярскую тюрьму. Расстреляна в ночь на 17 сентября 1919 г..
Адасинская (Адосинская-Пономарева) Клавдия Ивановна — член Минусинского Исполкома. Родилась в 1887 г. в с. Александровское-Озерки Тамбовской губернии в семье священника, по специальности — учительница, член ВКП(б). Вела активную агитацию и пропаганду среди крестьян. Арестована в Моршанске в 1909 году. В марте 1910 г. осуждена за принадлежность к Моршанской группе РСДРП и сослана на поселение в Усть-Удинскую волость Иркутской губернии. Отбывала наказание с 1910 г. по 1911 г. В 1911 г. направлена в Енисейскую губернию, где жила в Канске, Ильинске и Минусинске. После падения Минусинской коммуны арестована и брошена в Минусинскую, а потом Красноярскую тюрьму. Затем отправлена в одном из «эшелонов смерти» на расправу к атаману Семёнову. Освобождена черемховскими рабочими на станции Забитуй. Умерла в Москве.